# Вулиця Бадигіна (Мелітополь)
Вулиця Бадигіна — вулиця в Мелітополі, в історичному районі Піщане. Починається від провулка Бадигіна, закінчується проїздом з проспекту Богдана Хмельницького. Складається з приватного сектора.

## Назва
Вулиця названа на честь Костянтина Бадігіна (1910—1984) — капітана далекого плавання, радянського дослідника Арктики та Героя Радянського Союзу. Буква «і» в назві вулиці виявилася замінена на «и», і ця помилка твердо вкоренилася і в офіційних документах, і на географічних картах, і в пресі.
Поруч з вулицею знаходяться 1-й, 2-й, 3-й, 4-й провулки Бадигіна. Разом вони утворюють цілий район «провулків Бадигіна».

## Історія
Перша відома згадка вулиці в офіційних документах датується 20 грудня 1946 року.